# Tommy Koverhult
Tommy Koverhult (11 december 1945 - 9 december 2010) was een Zweedse jazz-saxophonist en -fluitist.
Koverhult begon op de altsaxofoon en stapte in 1961 over op de tenorsaxofoon. Hij kreeg bekendheid in het kwartet van Bernt Rosengren, waarin toen nog de bassist Torbjörn Hultcrantz en drummer Leif Wennerström speelden. Met dit kwartet en grotere groepen van Rosengren speelde hij mee op drie albums die bekroond werden met een Gyllene Skivan ( (Stockholm Dues, 1965, Improvisationer, 1969 en Notes from the Underground, 1971). Begin jaren zeventig speelde hij in Maffy Falay's Sevda en af en toe werkte hij met Don Cherry (Organic Music, Modern Art: Stockholm 1977). Vanaf het midden van de jaren '70 leidde hij eigen bands, waaronder een combo met Jan Wallgren.
Hij werkte ook met Monica Zetterlund, Gunnar Bergsten en Eje Thelin. Tussen 1967 en 2006 speelde hij mee op 96 platensessies; waaronder albums van Nannie Porres, Lalle Svensson, Lennart Åberg en Lasse Werner.

## Discografie
- Tommy Koverhult & Jan Wallgren Quintet (1975)
- Jazz i Sverige '83 (1983)
- Live at Nefertiti (1985)
- In a Cool Way (mit Ove Hollner, 2006)
- Trane to Taube (2007)

## Weblinks
- (zw) Overlijdensbericht
- (en) Tommy Koverhult op Discogs
- (en) Tommy Koverhult op Allmusic